# Институт культуры (станция метро)
«Институ́т культу́ры» (бел. Інстытут культуры) — станция Минского метрополитена. Расположена на Московской линии, между станциями «Площадь Ленина» и «Грушевка». Являлась конечной станцией линии до 7 ноября 2012 года и самое продолжительное время за всю историю Минского метрополитена (28 лет). Шестая по загруженности станция метро в Минске — в среднем ей пользуется 47,4 тыс. человек в сутки.
Строительство станции было начато весной 1979 года. «Институт культуры» была открыта 30 июня 1984 года в составе первой очереди минского метро. При проектировании станцию планировали назвать «Московской» однако к моменту открытия Минского метро решение было изменено и «Московской» назвали станцию в противоположном конце линии.
Недалеко от станции расположено электродепо ТЧ-1 «Московское», обслуживающее Московскую линию. Так что «Институт культуры» является конечной станцией для поездов, следующих в депо. При этом в поезде в объявлении информатора добавляется «Цягнік ідзе да станцыі Інстытут культуры» (рус. "Поезд следует до станции Институт культуры").

## Конструкция
Односводчатая станция мелкого заложения, построена из монолитного и сборного железобетона. Композиционное решение построено на ритме падуг, разделяющих путевые стены и свод. Они заполнены декоративными вставками из литого стекла и алюминия и визуально соединены в зоне свода архитектурными элементами, за которыми расположены светильники.
Декоративные вставки из жёлтого, оранжевого и красного стекла и смальты включают в себя изображения барельефных фигур и образно отражают достижения культуры Беларуси.
Вся станция решена в белых тонах с контрастными вставками, создающими ощущение народного колорита.

## Путевое развитие
За станцией находятся оборотные пути, переходящие в ССВ в электродепо «Московское».

## Выходы
Выходы станции ведут к посадочным платформам электропоездов Оршанского, Барановичского и Осиповичского направлений, главному корпусу Академии управления при Президенте Республики Беларусь и Белорусскому государственному университету культуры и искусств.

## Галерея

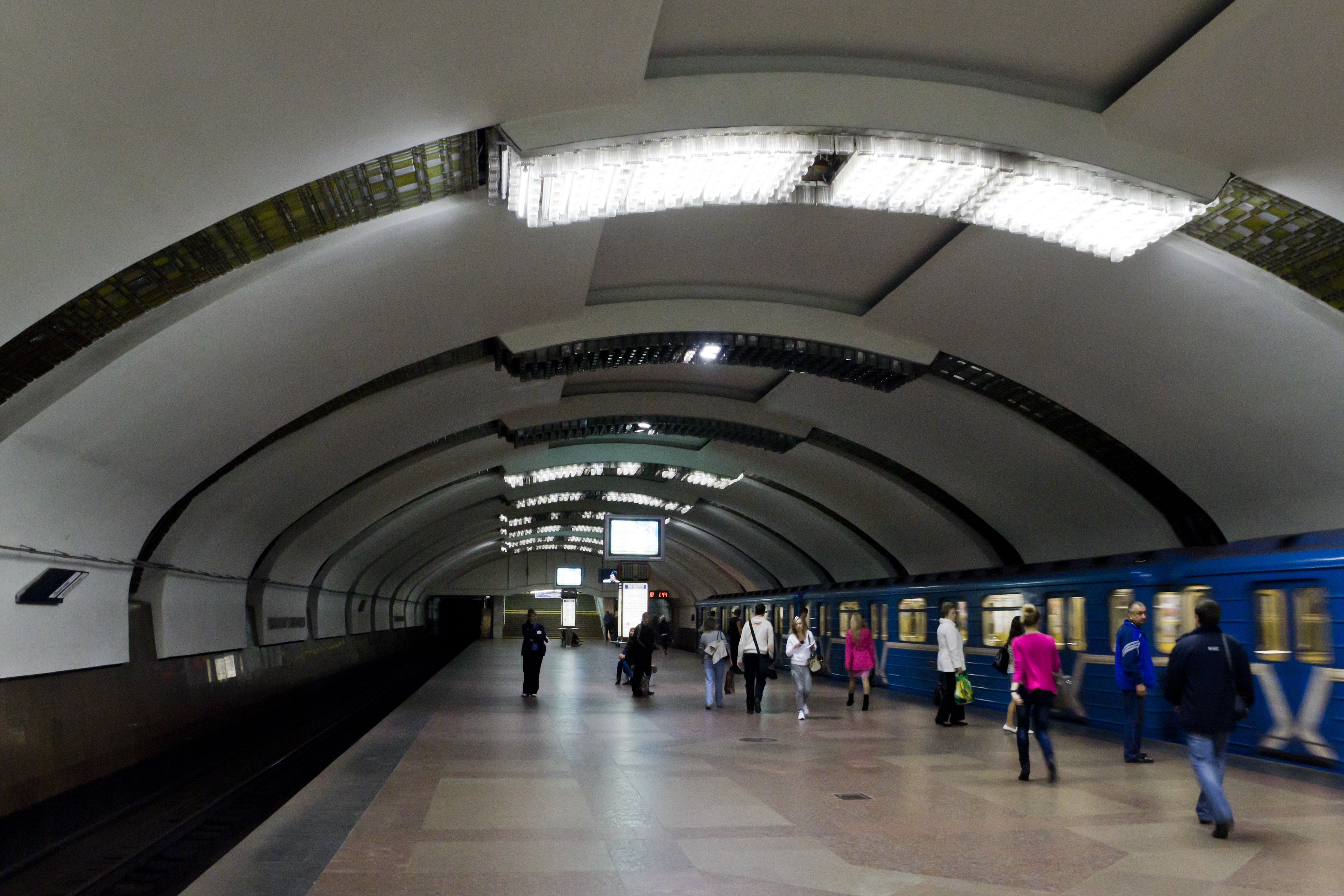
Прибытие поезда
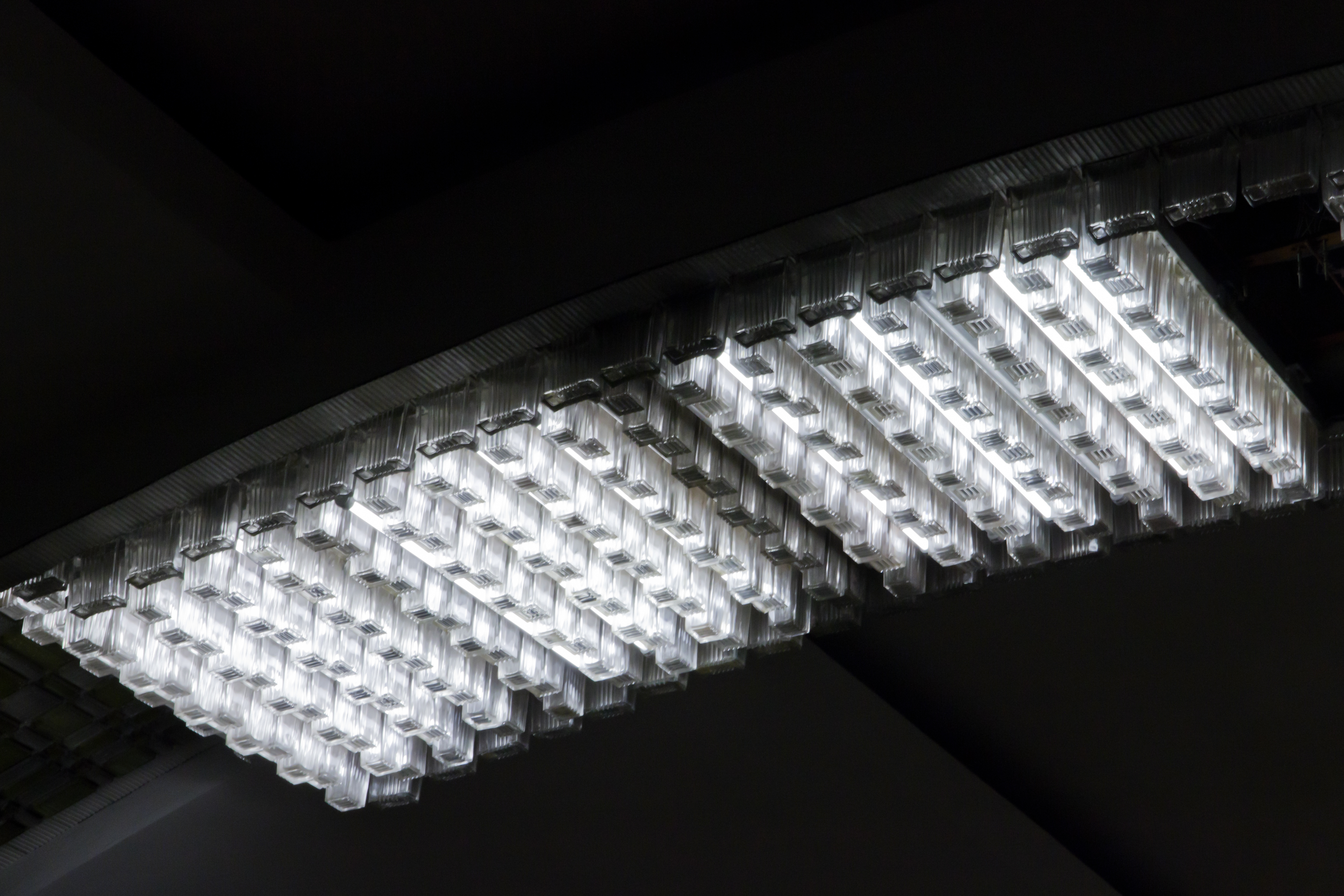
Светильник
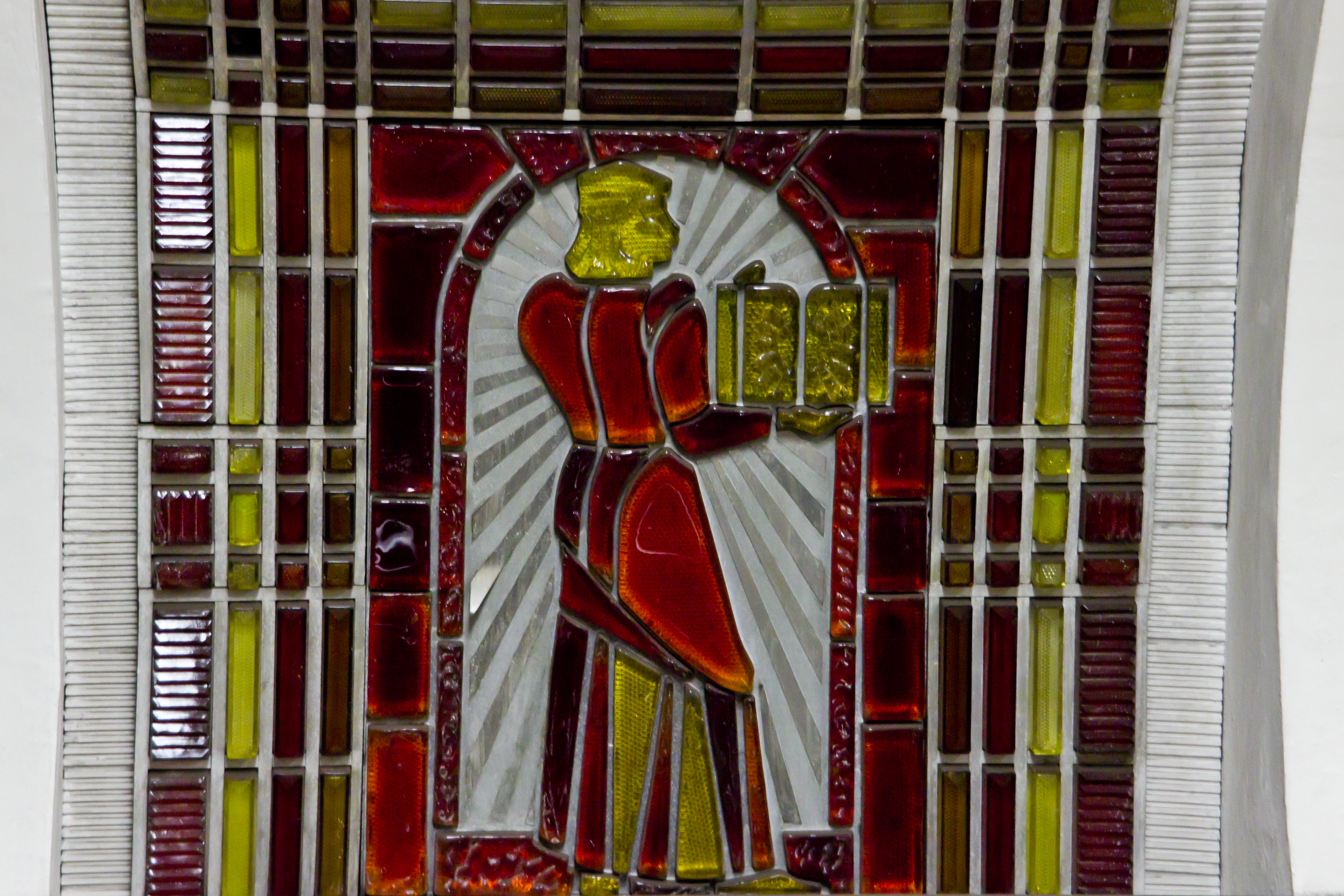
Декоративные вставки на путевых стенах
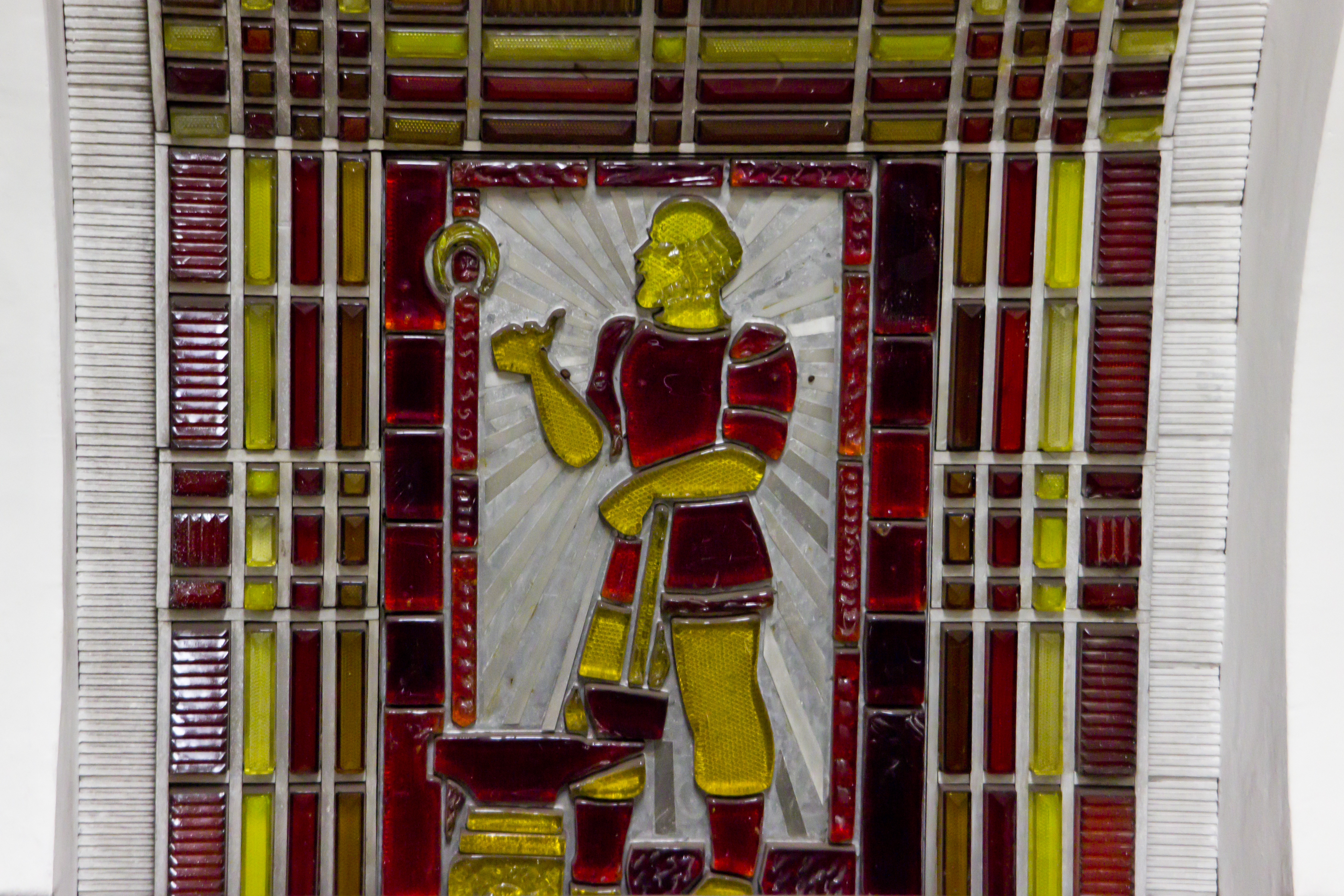
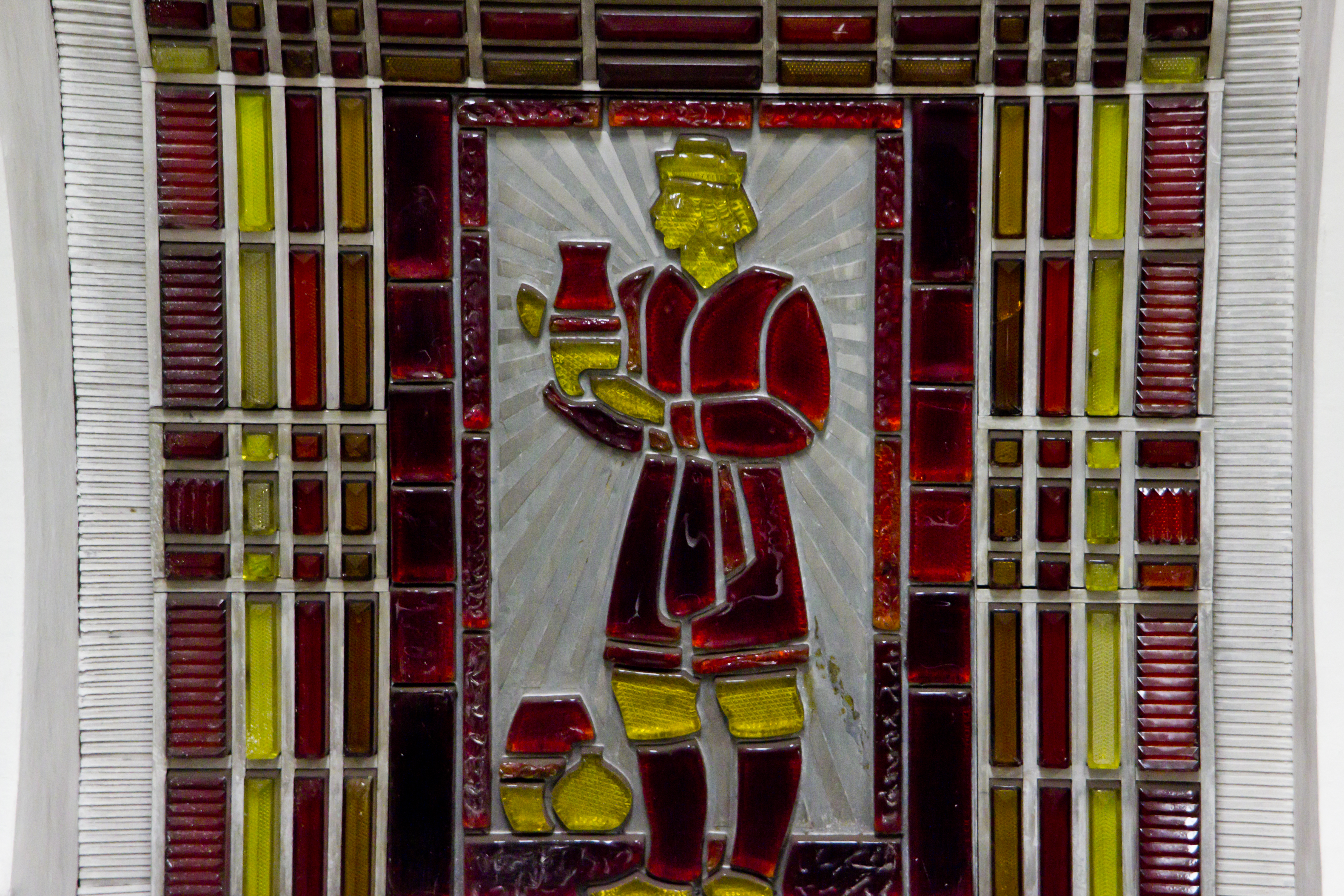
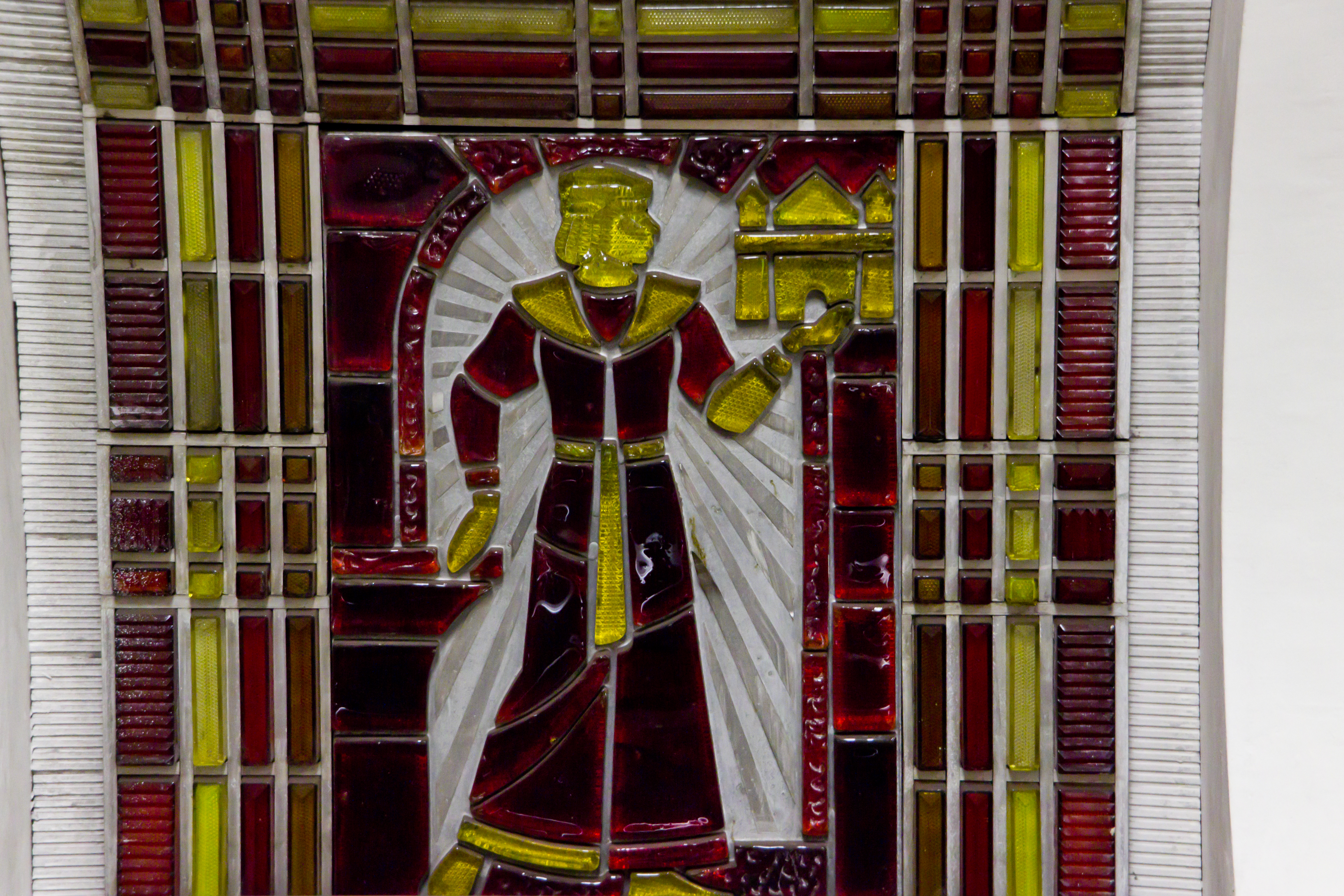